# Карпін Валерій Георгійович
Вале́рій Гео́ргійович Ка́рпін (рос. Валерий Георгиевич Карпин, ест. Valeri Karpin, нар. 2 лютого 1969, Нарва, Естонська РСР) — радянський, а згодом російський, футболіст, що грав на позиції нападника. Виступав, зокрема, за клуби «Спартак» (Москва) та «Сельта Віго», а також національну збірну Росії.
Після завершення ігрової кар'єри — футбольний тренер. З 23 липня 2021 року є головним тренером збірної Росії.
Крім російського, має також громадянство Естонії.

## Клубна кар'єра
Вихованець футбольних шкіл Естонської РСР. У дорослому футболі дебютував 1986 року виступами за друголіговий талліннський «Спорт», у якому провів три сезони, узявши участь у 25 матчах чемпіонату.
Згодом, з 1988 до 1989 року, грав у складі команд клубів ЦСКА (Москва) та «Факел» (Воронеж).
Своєю грою за останню команду привернув увагу представників тренерського штабу клубу «Спартак» (Москва), до складу якого приєднався 1990 року. Відіграв за московських спартаківців наступні чотири сезони своєї ігрової кар'єри. Більшість часу, проведеного у складі московського «Спартака», був основним гравцем атакувальної ланки команди.
1994 року перебрався до Іспанії, уклавши контракт з клубом «Реал Сосьєдад», за два роки став гравцем «Валенсії». Протягом 1997—2002 років захищав кольори «Сельта Віго», після чого ще на три сезони повернувся до «Реал Сосьєдада». Завершив професійну ігрову кар'єру виступами за цей клуб 2005 року.

## Виступи за збірні
1992 року провів одну гру в складі новоствореної збірної СНД. До заявки збірної на Євро-1992, заради участі в якому ця команда й створювалася, не потрапив.
Того ж року дебютував у складі національної збірної Росії. Протягом кар'єри в національній команді, яка тривала 12 років, провів у формі головної команди країни 72 матчі, забивши 17 голів.
У складі збірної був учасником чемпіонату світу 1994 року в США, чемпіонату Європи 1996 року в Англії, а також чемпіонату світу 2002 року, що проходив в Японії і Південній Кореї.

## Кар'єра тренера
Завершивши виступи на високому футбольному рівні у 2005, залишився в Іспанії, де займався бізнесом, спонсоруючи низку місцевих спортивних команд.
2008 року повернувся до Росії, прийнявши пропозицію очолити клубну структуру московського «Спартака» як генеральний директор.
Після звільнення з посади головного тренера «червоно-білих» данця Мікаеля Лаудрупа 16 квітня 2009 року тимчасово очолив команду клубу як виконувач обов'язків головного тренера. Паралельно проходив навчання на отримання тренерської ліцензії, після завершення якого продовжив очолювати тренерський штаб «Спартака».
Після невдалого для «Спартака» сезону 2011/2012 Карпін залишив тренерський місток команди, утім ненадовго. Іспанець Унаї Емері, що прийшов на його місце, не зміг швидко забезпечити покращання ігрових результатів команди і, пропрацювавши з нею лише декілька місяців, був відправлений у відставку. 26 листопада 2012 року Карпін повернувся до фактичного керівництва командою, а наступного місяця був звільнений з посади генерального директора «Спартака», натомість уклавши 1,5-річний контракт як головний тренер команди клубу. Був звільнений з посади 18 березня 2014 року за згодою сторін, хоча причиною завершення співпраці клубу з тренером називали невідповідность великих трансферних витрат незначним турнірним досягненням команди.
12 серпня 2014 року став головним тренером іспанської друголігової «Мальорки», був звільнений з посади 10 лютого наступного року після низки невдалих матчів команди.
Протягом 2015—2016 років працював з командою другого російського дивізіону «Торпедо» (Армавір). Залишив команду після завершення сезону, за результатами якого вона понизилася у класі.
19 грудня 2017 року уклав тренерський контракт на 2,5 роки з клубом «Ростов». 2 серпня 2021 року залишив посаду головного тренера клубу «Ростов».
23 липня 2021 року був призначений головним тренером збірної Росії (до 2 серпня 2021 року за сумісництвом з роботою в клубі «Ростов»).

## Титули і досягнення
- Чемпіон Росії (3):

«Спартак» (Москва): 1992, 1993, 1994
- Володар Кубка СРСР (1):

«Спартак» (Москва): 1991-92
- Володар Кубка Росії (1):

«Спартак» (Москва): 1993-94
- Володар Кубка Інтертото (1):

«Сельта»: 2000